# Bundestagswahlkreis Solingen – Remscheid – Wuppertal II
Der Bundestagswahlkreis Solingen – Remscheid – Wuppertal II (Wahlkreis 102; bis zur Bundestagswahl 2021 Wahlkreis 103) liegt in Nordrhein-Westfalen und umfasst die kreisfreien Städte Solingen und Remscheid sowie von der kreisfreien Stadt Wuppertal die Stadtbezirke Cronenberg und Ronsdorf.

## Wahlkreisgeschichte
Die Wahlkreiseinteilung des Bergischen Landes ist in der Vergangenheit mehrfach grundlegend geändert worden. Zwischen 1965 und 1980 existierte neben dem Bundestagswahlkreis Solingen auch noch ein eigener Bundestagswahlkreis Remscheid, der Remscheid und den Ostteil des ehemaligen Rhein-Wupper-Kreises umfasste. Die Wuppertaler Stadtteile gehören erst seit 2002 zum Wahlkreis. Zur Bundestagswahl 2013 wurde die Wahlkreisnummer von 104 in 103 geändert.
| Wahl      | Wahlkreisname                           | Gebiet                                                                              |
| --------- | --------------------------------------- | ----------------------------------------------------------------------------------- |
| 1949      | 15 Remscheid – Solingen                 | Solingen und Remscheid                                                              |
| 1953–1961 | 74 Remscheid – Solingen                 | Solingen und Remscheid                                                              |
| 1965–1976 | 71 Solingen                             | Solingen                                                                            |
| 1980–1998 | 71 Solingen – Remscheid                 | Solingen und Remscheid                                                              |
| 2002–2009 | 104 Solingen – Remscheid – Wuppertal II | Solingen und Remscheid sowie von Wuppertal die Stadtbezirke Cronenberg und Ronsdorf |
| 2013–2021 | 103 Solingen – Remscheid – Wuppertal II | Solingen und Remscheid sowie von Wuppertal die Stadtbezirke Cronenberg und Ronsdorf |
| 2025–     | 102 Solingen – Remscheid – Wuppertal II | Solingen und Remscheid sowie von Wuppertal die Stadtbezirke Cronenberg und Ronsdorf |

## Wahlkreisabgeordnete
| Wahl | Abgeordneter | Abgeordneter      | Partei | Stimmen in % |
| ---- | ------------ | ----------------- | ------ | ------------ |
| 1949 |              | Hermann Runge     | SPD    |              |
| 1953 |              | Fritz Hellwig     | CDU    | 38,6         |
| 1957 |              | Franz Etzel       | CDU    |              |
| 1961 |              | Franz Etzel       | CDU    |              |
| 1965 |              | Arthur Killat     | SPD    | 45,1         |
| 1969 |              | Arthur Killat     | SPD    |              |
| 1972 |              | Heinz Schreiber   | SPD    |              |
| 1976 |              | Heinz Schreiber   | SPD    |              |
| 1980 |              | Heinz Schreiber   | SPD    |              |
| 1983 |              | Bernd Wilz        | CDU    |              |
| 1987 | 44,4         | Bernd Wilz        | CDU    |              |
| 1990 | 42,0         | Bernd Wilz        | CDU    |              |
| 1994 |              | Hans-Werner Bertl | SPD    | 44,7         |
| 1998 | 49,8         | Hans-Werner Bertl | SPD    |              |
| 2002 | 47,1         | Hans-Werner Bertl | SPD    |              |
| 2005 |              | Jürgen Kucharczyk | SPD    | 43,3         |
| 2009 |              | Jürgen Hardt      | CDU    | 39,0         |
| 2013 | 44,3         | Jürgen Hardt      | CDU    |              |
| 2017 | 38,2         | Jürgen Hardt      | CDU    |              |
| 2021 |              | Ingo Schäfer      | SPD    | 32,6         |
| 2025 |              | Jürgen Hardt      | CDU    | 32,4         |

## Wahlergebnisse

### Bundestagswahl 2025
Der Wahlkreis trägt bei der Bundestagswahl 2025 die Nummer 102. Zur Wahl stehen:
| Kandidaten                                             | Kandidaten                | Parteien/Listen       | Erststimmen | Erststimmen | Zweitstimmen | Zweitstimmen |
| Kandidaten                                             | Kandidaten                | Parteien/Listen       | Stimmen     | %           | Stimmen      | %            |
| ------------------------------------------------------ | ------------------------- | --------------------- | ----------- | ----------- | ------------ | ------------ |
|                                                        | Ingo Schäfer              | SPD                   | 47.237      | 27,4        | 34.679       | 20,1         |
|                                                        | Jürgen Hardtgewählt im WK | CDU                   | 55.860      | 32,4        | 49.129       | 28,5         |
|                                                        | Petra Kuhlendahl          | Bündnis 90/Die Grünen | 14.997      | 8,7         | 19.322       | 11,2         |
|                                                        | Daniel Markus Schirm      | FDP                   | 5.555       | 3,2         | 8.171        | 4,7          |
|                                                        | Tobias Fabian Montag      | AfD                   | 31.911      | 18,5        | 31.539       | 18,3         |
|                                                        | Rolf Breuer               | Die Linke             | 12.886      | 7,5         | 14.540       | 8,4          |
|                                                        | –                         | Freie Wähler          | –           | –           | 668          | 0,4          |
|                                                        | –                         | Tierschutzpartei      | –           | –           | 2.328        | 1,3          |
|                                                        | –                         | dieBasis              | –           | –           | 404          | 0,2          |
|                                                        | –                         | Die PARTEI            | –           | –           | 1.140        | 0,7          |
|                                                        | –                         | Todenhöfer            | –           | –           | 418          | 0,2          |
|                                                        | Andreas Stadler           | Volt                  | 2.646       | 1,5         | 1.331        | 0,8          |
|                                                        | Christoph Gärtner         | MLPD                  | 429         | 0,2         | 110          | 0,1          |
|                                                        | –                         | PdF                   | –           | –           | 305          | 0,2          |
|                                                        | –                         | Bündnis Deutschland   | –           | –           | 215          | 0,1          |
|                                                        | –                         | BSW                   | –           | –           | 8.115        | 4,7          |
|                                                        | –                         | MERA25                | –           | –           | 81           | 0,0          |
|                                                        | –                         | WerteUnion            | –           | –           | 79           | 0,0          |
|                                                        | Werner Josef Link         | Einzelbewerber        | 624         | 0,4         | –            | –            |
| Gesamt                                                 | Gesamt                    | Gesamt                | 172.145     | 100         | 172.574      | 100          |
|                                                        |                           |                       |             |             |              |              |
| Ungültige Stimmen                                      | Ungültige Stimmen         | Ungültige Stimmen     | 1.511       | 0,9         | 1.082        | 0,6          |
| Wähler                                                 | Wähler                    | Wähler                | 173.656     | 80,2        | 173.656      | 80,2         |
| Wahlberechtigte                                        | Wahlberechtigte           | Wahlberechtigte       | 216.618     |             | 216.618      |              |
|                                                        |                           |                       |             |             |              |              |
| Quellen: Die Bundeswahlleiterin, Kandidaten – Ergebnis |                           |                       |             |             |              |              |

### Bundestagswahl 2021
| Kandidaten                                             | Kandidaten                 | Parteien/Listen      | Erststimmen | Erststimmen | Zweitstimmen | Zweitstimmen |
| Kandidaten                                             | Kandidaten                 | Parteien/Listen      | Stimmen     | %           | Stimmen      | %            |
| ------------------------------------------------------ | -------------------------- | -------------------- | ----------- | ----------- | ------------ | ------------ |
|                                                        | Jürgen Hardt               | CDU                  | 44.778      | 27,6        | 39.413       | 24,3         |
|                                                        | Ingo Schäfergewählt im WK  | SPD                  | 52.852      | 32,6        | 48.196       | 29,7         |
|                                                        | Robert Weindl              | FDP                  | 17.406      | 10,7        | 20.256       | 12,5         |
|                                                        | Frederick Kühne            | AfD                  | 12.335      | 7,6         | 12.506       | 7,7          |
|                                                        | Silvia Ingrid Vaeckenstedt | GRÜNE                | 20.967      | 12,9        | 24.296       | 15,0         |
|                                                        | Mohamad Shoan Vaisi        | DIE LINKE            | 5.099       | 3,1         | 6.076        | 3,7          |
|                                                        | Judith Röder               | Die PARTEI           | 3.398       | 2,1         | 2.044        | 1,3          |
|                                                        | –                          | Tierschutzpartei     | –           | –           | 2.521        | 1,6          |
|                                                        | –                          | PIRATEN              | –           | –           | 624          | 0,4          |
|                                                        | Jan Klein                  | FREIE WÄHLER         | 1.662       | 1,0         | 1.086        | 0,7          |
|                                                        | –                          | NPD                  | –           | –           | 143          | 0,1          |
|                                                        | –                          | ÖDP                  | –           | –           | 99           | 0,1          |
|                                                        | –                          | V-Partei³            | –           | –           | 118          | 0,1          |
|                                                        | –                          | Gesundheitsforschung | –           | –           | 194          | 0,1          |
|                                                        | Christoph Gärtner          | MLPD                 | 169         | 0,1         | 80           | 0,0          |
|                                                        | –                          | Die Humanisten       | –           | –           | 174          | 0,1          |
|                                                        | –                          | DKP                  | –           | –           | 17           | 0,0          |
|                                                        | –                          | SGP                  | –           | –           | 13           | 0,0          |
|                                                        | Volker Dörner              | dieBasis             | 2.233       | 1,4         | 1.913        | 1,2          |
|                                                        | –                          | Bündnis C            | –           | –           | 83           | 0,1          |
|                                                        | –                          | du.                  | –           | –           | 56           | 0,0          |
|                                                        | –                          | LIEBE                | –           | –           | 260          | 0,2          |
|                                                        | –                          | LKR                  | –           | –           | 30           | 0,0          |
|                                                        | –                          | PdF                  | –           | –           | 70           | 0,0          |
|                                                        | –                          | LfK                  | –           | –           | 168          | 0,1          |
|                                                        | –                          | Team Todenhöfer      | –           | –           | 1.312        | 0,8          |
|                                                        | –                          | Volt                 | –           | –           | 470          | 0,3          |
|                                                        | Peter Heinrich Kramer      | Einzelbewerber a     | 1.070       | 0,7         | –            | –            |
| Gesamt                                                 | Gesamt                     | Gesamt               | 161.969     | 100         | 162.218      | 100          |
|                                                        |                            |                      |             |             |              |              |
| Ungültige Stimmen                                      | Ungültige Stimmen          | Ungültige Stimmen    | 1.526       | 0,9         | 1.277        | 0,8          |
| Wähler                                                 | Wähler                     | Wähler               | 163.495     | 74,2        | 163.495      | 74,2         |
| Wahlberechtigte                                        | Wahlberechtigte            | Wahlberechtigte      | 220.204     |             | 220.204      |              |
|                                                        |                            |                      |             |             |              |              |
| Quellen: Die Bundeswahlleiterin, Kandidaten – Ergebnis |                            |                      |             |             |              |              |

### Bundestagswahl 2017
| Kandidaten                                             | Kandidaten                | Parteien/Listen      | Erststimmen | Erststimmen | Zweitstimmen | Zweitstimmen |
| Kandidaten                                             | Kandidaten                | Parteien/Listen      | Stimmen     | %           | Stimmen      | %            |
| ------------------------------------------------------ | ------------------------- | -------------------- | ----------- | ----------- | ------------ | ------------ |
|                                                        | Jürgen Hardtgewählt im WK | CDU                  | 61.871      | 38,2        | 51.318       | 31,6         |
|                                                        | Ingo Schäfer              | SPD                  | 49.863      | 30,8        | 40.743       | 25,1         |
|                                                        | Ilka Brehmer              | GRÜNE                | 9.403       | 5,8         | 11.726       | 7,2          |
|                                                        | Adrian Scheffels          | DIE LINKE            | 10.105      | 6,2         | 12.689       | 7,8          |
|                                                        | Karin van der Most        | FDP                  | 12.548      | 7,8         | 22.947       | 14,1         |
|                                                        | Frederick Kühne           | AfD                  | 15.303      | 9,5         | 16.221       | 10,0         |
|                                                        | –                         | PIRATEN              | –           | –           | 774          | 0,5          |
|                                                        | –                         | NPD                  | –           | –           | 334          | 0,2          |
|                                                        | Matthias Streib           | Die PARTEI           | 2.403       | 1,5         | 1.331        | 0,8          |
|                                                        | –                         | FREIE WÄHLER         | –           | –           | 331          | 0,2          |
|                                                        | –                         | Volksabstimmung      | –           | –           | 140          | 0,1          |
|                                                        | –                         | ÖDP                  | –           | –           | 164          | 0,1          |
|                                                        | Gabriele Fechtner         | MLPD                 | 266         | 0,2         | 106          | 0,1          |
|                                                        | –                         | SGP                  | –           | –           | 18           | 0,0          |
|                                                        | –                         | AD-DEMOKRATEN        | –           | –           | 1.214        | 0,7          |
|                                                        | –                         | BGE                  | –           | –           | 166          | 0,1          |
|                                                        | –                         | DiB                  | –           | –           | 185          | 0,1          |
|                                                        | –                         | DKP                  | –           | –           | 21           | 0,0          |
|                                                        | –                         | DM                   | –           | –           | 249          | 0,2          |
|                                                        | –                         | Die Humanisten       | –           | –           | 102          | 0,1          |
|                                                        | –                         | Gesundheitsforschung | –           | –           | 171          | 0,1          |
|                                                        | –                         | Tierschutzpartei     | –           | –           | 1.346        | 0,8          |
|                                                        | –                         | V-Partei³            | –           | –           | 173          | 0,1          |
| Gesamt                                                 | Gesamt                    | Gesamt               | 161.762     | 100         | 162.469      | 100          |
|                                                        |                           |                      |             |             |              |              |
| Ungültige Stimmen                                      | Ungültige Stimmen         | Ungültige Stimmen    | 2.257       | 1,4         | 1.550        | 0,9          |
| Wähler                                                 | Wähler                    | Wähler               | 164.019     | 73,6        | 164.019      | 73,6         |
| Wahlberechtigte                                        | Wahlberechtigte           | Wahlberechtigte      | 222.845     |             | 222.845      |              |
|                                                        |                           |                      |             |             |              |              |
| Quellen: Die Bundeswahlleiterin, Kandidaten – Ergebnis |                           |                      |             |             |              |              |

### Bundestagswahl 2013
| Gegenstand der Nachweisung | Gegenstand der Nachweisung | Erst- stimmen | Erst- stimmen | Zweit- stimmen | Zweit- stimmen |
| Bewerber                   | Partei                     | Anzahl        | %             | Anzahl         | %              |
| -------------------------- | -------------------------- | ------------- | ------------- | -------------- | -------------- |
| Wahlberechtigte            | Wahlberechtigte            | 226.117       | 100,0         | 226.117        | 100,0          |
| Wähler                     | Wähler                     | 160.929       | 71,2          | 160.929        | 71,2           |
| Ungültige Stimmen          | Ungültige Stimmen          | 2.357         | 1,5           | 1.908          | 1,2            |
| Gültige Stimmen            | Gültige Stimmen            | 158.572       | 100,0         | 159.021        | 100,0          |
| davon                      |                            |               |               |                |                |
| Jürgen Hardt               | CDU                        | 70.269        | 44,3          | 62.029         | 39,0           |
| Sven Wiertz                | SPD                        | 52.931        | 33,4          | 48.123         | 30,3           |
| Gerd Brems                 | FDP                        | 4.170         | 2,6           | 9.650          | 6,1            |
| Ursula Linda Zarniko       | GRÜNE                      | 11.334        | 7,1           | 12.676         | 8,0            |
| Gunhild Böth               | DIE LINKE                  | 9.222         | 5,8           | 10.740         | 6,8            |
| Ulrich Hasecke             | PIRATEN                    | 4.432         | 2,8           | 3.901          | 2,5            |
|                            | NPD                        | –             | –             | 1.590          | 1,0            |
|                            | REP                        | –             | –             | 345            | 0,2            |
|                            | Bündnis 21/RRP             | –             | –             | 74             | 0,0            |
|                            | Volksabstimmung            | –             | –             | 320            | 0,2            |
|                            | ÖDP                        | –             | –             | 216            | 0,1            |
| Gabriele Gärtner           | MLPD                       | 430           | 0,3           | 177            | 0,1            |
|                            | BüSo                       | –             | –             | 32             | 0,0            |
|                            | PSG                        | –             | –             | 36             | 0,0            |
| Hans Werner Karl Schmitz   | AfD                        | 5.784         | 3,6           | 6.853          | 4,3            |
|                            | BIG                        | –             | –             | 263            | 0,2            |
|                            | pro Deutschland            | –             | –             | 500            | 0,3            |
|                            | DIE RECHTE                 | –             | –             | 25             | 0,0            |
|                            | FREIE WÄHLER               | –             | –             | 347            | 0,2            |
|                            | Nichtwähler                | –             | –             | 200            | 0,1            |
|                            | PDV                        | –             | –             | 138            | 0,1            |
|                            | Die PARTEI                 | –             | –             | 786            | 0,5            |

### Bundestagswahl 2009
| Gegenstand der Nachweisung | Gegenstand der Nachweisung | Erst- stimmen | Erst- stimmen | Zweit- stimmen | Zweit- stimmen |
| Bewerber                   | Partei                     | Anzahl        | %             | Anzahl         | %              |
| -------------------------- | -------------------------- | ------------- | ------------- | -------------- | -------------- |
| Wahlberechtigte            | Wahlberechtigte            | 229.927       | 100,0         | 229.927        | 100,0          |
| Wähler                     | Wähler                     | 162.192       | 70,5          | 162.192        | 70,5           |
| Ungültige Stimmen          | Ungültige Stimmen          | 2.157         | 1,3           | 1.794          | 1,1            |
| Gültige Stimmen            | Gültige Stimmen            | 160.035       | 100,0         | 160.398        | 100,0          |
| davon                      |                            |               |               |                |                |
| Jürgen Kucharczyk          | SPD                        | 54.910        | 34,3          | 42.869         | 26,7           |
| Jürgen Hardt               | CDU                        | 62.365        | 39,0          | 51.248         | 32,0           |
| Hans Lothar Schiffer       | FDP                        | 13.940        | 8,7           | 26.079         | 16,3           |
| David Schichel             | GRÜNE                      | 12.956        | 8,1           | 16.357         | 10,2           |
| Heinz Hillebrand           | DIE LINKE                  | 13.418        | 8,4           | 15.057         | 9,4            |
| Detlef Hartmann            | NPD                        | 2.446         | 1,5           | 1.668          | 1,0            |
|                            | Die Tierschutzpartei       | –             | –             | 1.103          | 0,7            |
|                            | FAMILIE                    | –             | –             | 819            | 0,5            |
|                            | REP                        | –             | –             | 664            | 0,4            |
|                            | Volksabstimmung            | –             | –             | 193            | 0,1            |
|                            | MLPD                       | –             | –             | 91             | 0,1            |
|                            | PSG                        | –             | –             | 26             | 0,0            |
|                            | ZENTRUM                    | –             | –             | 102            | 0,1            |
|                            | BüSo                       | –             | –             | 44             | 0,0            |
|                            | DVU                        | –             | –             | 139            | 0,1            |
|                            | ödp                        | –             | –             | 157            | 0,1            |
|                            | PIRATEN                    | –             | –             | 2.891          | 1,8            |
|                            | RRP                        | –             | –             | 223            | 0,1            |
|                            | RENTNER                    | –             | –             | 668            | 0,4            |

### Bundestagswahl 2005
| Gegenstand der Nachweisung | Gegenstand der Nachweisung | Erst- stimmen | Erst- stimmen | Zweit- stimmen | Zweit- stimmen |
| Bewerber                   | Partei                     | Anzahl        | %             | Anzahl         | %              |
| -------------------------- | -------------------------- | ------------- | ------------- | -------------- | -------------- |
| Wahlberechtigte            | Wahlberechtigte            | 232.219       | 100,0         | 232.219        | 100,0          |
| Wähler                     | Wähler                     | 179.124       | 77,1          | 179.124        | 77,1           |
| Ungültige Stimmen          | Ungültige Stimmen          | 2.601         | 1,5           | 2.331          | 1,3            |
| Gültige Stimmen            | Gültige Stimmen            | 176.523       | 100,0         | 176.793        | 100,0          |
| davon                      |                            |               |               |                |                |
| Jürgen Kucharczyk          | SPD                        | 76.358        | 43,3          | 67.871         | 38,4           |
| Bernd Krebs                | CDU                        | 72.385        | 41,0          | 58.141         | 32,9           |
| Gabriele Reimers           | FDP                        | 9.506         | 5,4           | 22.293         | 12,6           |
| Martina Zsack-Möllmann     | GRÜNE                      | 7.600         | 4,3           | 12.718         | 7,2            |
| Hans-Joachim Wiertz        | Die Linke.                 | 8.336         | 4,7           | 10.182         | 5,8            |
|                            | REP                        | –             | –             | 823            | 0,5            |
|                            | Die Tierschutzpartei       | –             | –             | 964            | 0,5            |
| Thorsten Crämer            | NPD                        | 1.963         | 1,1           | 1.482          | 0,8            |
|                            | FAMILIE                    | –             | –             | 741            | 0,4            |
|                            | GRAUE                      | –             | –             | 781            | 0,4            |
|                            | PBC                        | –             | –             | 292            | 0,2            |
|                            | ZENTRUM                    | –             | –             | 49             | 0,0            |
|                            | BüSo                       | –             | –             | 47             | 0,0            |
|                            | Deutschland                | –             | –             | 177            | 0,1            |
| Gabriele Gärtner           | MLPD                       | 375           | 0,2           | 167            | 0,1            |
|                            | PSG                        | –             | –             | 65             | 0,0            |

### Bundestagswahl 2002
| Gegenstand der Nachweisung | Gegenstand der Nachweisung | Erst- stimmen | Erst- stimmen | Zweit- stimmen | Zweit- stimmen |
| Bewerber                   | Partei                     | Anzahl        | %             | Anzahl         | %              |
| -------------------------- | -------------------------- | ------------- | ------------- | -------------- | -------------- |
| Wahlberechtigte            | Wahlberechtigte            | 233.722       | 100,0         | 233.722        | 100,0          |
| Wähler                     | Wähler                     | 184.236       | 78,8          | 184.236        | 78,8           |
| Ungültige Stimmen          | Ungültige Stimmen          | 1.970         | 1,1           | 1.915          | 1,0            |
| Gültige Stimmen            | Gültige Stimmen            | 182.266       | 100,0         | 182.321        | 100,0          |
| davon                      |                            |               |               |                |                |
| Hans-Werner Bertl          | SPD                        | 85.808        | 47,1          | 75.514         | 41,4           |
| Ursula Lietz               | CDU                        | 68.551        | 37,6          | 62.527         | 34,3           |
| Markus von Dreusche        | FDP                        | 14.668        | 8,0           | 20.832         | 11,4           |
| Frank vom Scheidt          | GRÜNE                      | 8.244         | 4,5           | 15.743         | 8,6            |
| Wolfgang Freye             | PDS                        | 2.078         | 1,1           | 2.580          | 1,4            |
|                            | REP                        | –             | –             | 827            | 0,5            |
| Andreas Höfling            | GRAUE                      | 891           | 0,5           | 539            | 0,3            |
|                            | Die Tierschutzpartei       | –             | –             | 802            | 0,4            |
|                            | FAMILIE                    | –             | –             | 447            | 0,2            |
|                            | NPD                        | –             | –             | 465            | 0,3            |
| Klaus Günter Bäcker        | PBC                        | 602           | 0,3           | 450            | 0,2            |
|                            | ödp                        | –             | –             | 108            | 0,1            |
|                            | CM                         | –             | –             | 56             | 0,0            |
|                            | DIE FRAUEN                 | –             | –             | 156            | 0,1            |
|                            | BüSo                       | –             | –             | 26             | 0,0            |
|                            | Die Violetten              | –             | –             | 47             | 0,0            |
|                            | ZENTRUM                    | –             | –             | 37             | 0,0            |
|                            | HP                         | –             | –             | 11             | 0,0            |
| Lutz-Gabriel Paff          | Schill                     | 1.424         | 0,8           | 1.154          | 0,6            |

### Bundestagswahl 1998
| Gegenstand der Nachweisung | Gegenstand der Nachweisung | Erst- stimmen | Erst- stimmen | Zweit- stimmen | Zweit- stimmen |
| Bewerber                   | Partei                     | Anzahl        | %             | Anzahl         | %              |
| -------------------------- | -------------------------- | ------------- | ------------- | -------------- | -------------- |
| Wahlberechtigte            | Wahlberechtigte            | 201.795       | 100,0         | 201.795        | 100,0          |
| Wähler                     | Wähler                     | 165.422       | 82,0          | 165.422        | 82,0           |
| Ungültige Stimmen          | Ungültige Stimmen          | 2.022         | 1,2           | 1.690          | 1,0            |
| Gültige Stimmen            | Gültige Stimmen            | 163.400       | 100,0         | 163.732        | 100,0          |
| davon                      |                            |               |               |                |                |
| Hans-Werner Bertl          | SPD                        | 81.392        | 49,8          | 73.890         | 45,1           |
| Bernd Wilz                 | CDU                        | 65.288        | 40,0          | 53.150         | 32,5           |
| Michael Dorfmüller         | F.D.P.                     | 5.646         | 3,5           | 15.500         | 9,5            |
| Georg Wurth                | GRÜNE                      | 6.292         | 3,9           | 10.239         | 6,3            |
|                            | PDS                        | –             | –             | 2.352          | 1,4            |
|                            | Deutschland                | –             | –             | 123            | 0,1            |
|                            | APPD                       | –             | –             | 119            | 0,1            |
|                            | BüSo                       | –             | –             | 50             | 0,0            |
|                            | BFB – Die Offensive        | –             | –             | 197            | 0,1            |
|                            | Chance 2000                | –             | –             | 111            | 0,1            |
|                            | CM                         | –             | –             | 66             | 0,0            |
|                            | DVU                        | –             | –             | 2.554          | 1,6            |
| Hans-Jürgen Gierlichs      | GRAUE                      | 902           | 0,6           | 615            | 0,4            |
| Ernst Sowka                | REP                        | 3.110         | 1,9           | 2.056          | 1,3            |
|                            | FAMILIE                    | –             | –             | 404            | 0,2            |
|                            | DIE FRAUEN                 | –             | –             | 94             | 0,1            |
|                            | Pro DM                     | –             | –             | 976            | 0,6            |
| Monika Ruth Gärtner        | MLPD                       | 220           | 0,1           | 48             | 0,0            |
|                            | Tierschutz                 | –             | –             | 514            | 0,3            |
|                            | NPD                        | –             | –             | 136            | 0,1            |
|                            | NATURGESETZ                | –             | –             | 56             | 0,0            |
| Thomas Brützel             | ödp                        | 550           | 0,3           | 202            | 0,1            |
|                            | PBC                        | –             | –             | 165            | 0,1            |
|                            | Nichtwähler                | –             | –             | 100            | 0,1            |
|                            | PSG                        | –             | –             | 15             | 0,0            |

### Bundestagswahl 1994
| Gegenstand der Nachweisung    | Gegenstand der Nachweisung | Erst- stimmen | Erst- stimmen | Zweit- stimmen | Zweit- stimmen |
| Bewerber                      | Partei                     | Anzahl        | %             | Anzahl         | %              |
| ----------------------------- | -------------------------- | ------------- | ------------- | -------------- | -------------- |
| Wahlberechtigte               | Wahlberechtigte            | 206.321       | 100,0         | 206.321        | 100,0          |
| Wähler                        | Wähler                     | 164.796       | 79,9          | 164.796        | 79,9           |
| Ungültige Stimmen             | Ungültige Stimmen          | 3.004         | 1,8           | 2.764          | 1,7            |
| Gültige Stimmen               | Gültige Stimmen            | 161.792       | 100,0         | 162.032        | 100,0          |
| davon                         |                            |               |               |                |                |
| Hans-Werner Bertl             | SPD                        | 72.253        | 44,7          | 67.121         | 41,4           |
| Wolfgang Bernd Wilz           | CDU                        | 69.149        | 42,7          | 58.232         | 35,9           |
| Liesel Westermann-Krieg       | F.D.P.                     | 6.979         | 4,3           | 17.860         | 11,0           |
| Reiner Daams                  | GRÜNE                      | 8.070         | 5,0           | 10.968         | 6,8            |
| Rainer Paas                   | REP                        | 2.408         | 1,5           | 2.485          | 1,5            |
| Kai Stephan Koch              | PDS                        | 1.302         | 0,8           | 2.137          | 1,3            |
|                               | Solidarität                | –             | –             | 7              | 0,0            |
|                               | BSA                        | –             | –             | 4              | 0,0            |
|                               | CM                         | –             | –             | 80             | 0,0            |
|                               | ZENTRUM                    | –             | –             | 26             | 0,0            |
|                               | DIE GRAUEN                 | –             | –             | 797            | 0,5            |
|                               | NATURGESETZ                | –             | –             | 107            | 0,1            |
|                               | MLPD                       | –             | –             | 22             | 0,0            |
|                               | Die Tierschutzpartei       | –             | –             | 582            | 0,4            |
| Julia Rasemann                | ÖDP                        | 1.027         | 0,6           | 911            | 0,6            |
|                               | PBC                        | –             | –             | 141            | 0,1            |
| Reinhold Friedrich Kretschmer | STATT Partei               | 604           | 0,4           | 552            | 0,3            |

### Bundestagswahl 1990
| Gegenstand der Nachweisung | Gegenstand der Nachweisung | Erst- stimmen | Erst- stimmen | Zweit- stimmen | Zweit- stimmen |
| Bewerber                   | Partei                     | Anzahl        | %             | Anzahl         | %              |
| -------------------------- | -------------------------- | ------------- | ------------- | -------------- | -------------- |
| Wahlberechtigte            | Wahlberechtigte            | 211.541       | 100,0         | 211.541        | 100,0          |
| Wähler                     | Wähler                     | 161.272       | 76,2          | 161.272        | 76,2           |
| Ungültige Stimmen          | Ungültige Stimmen          | 1.524         | 0,9           | 1.436          | 0,9            |
| Gültige Stimmen            | Gültige Stimmen            | 159.748       | 100,0         | 159.836        | 100,0          |
| davon                      |                            |               |               |                |                |
| Hans-Werner Bertl          | SPD                        | 66.112        | 41,4          | 62.713         | 39,2           |
| Bernd Wilz                 | CDU                        | 67.045        | 42,0          | 62.061         | 38,8           |
| Dagmar Winterhager         | F.D.P.                     | 14.437        | 9,0           | 22.786         | 14,3           |
| Gerd Schlupp               | GRÜNE                      | 5.979         | 3,7           | 6.000          | 3,8            |
|                            | CM                         | –             | –             | 147            | 0,1            |
| Trude Hecken               | DIE GRAUEN                 | 1.782         | 1,1           | 1.509          | 0,9            |
| Helmut Hoffmann            | REP                        | 2.597         | 1,6           | 2.588          | 1,6            |
|                            | FRAUEN                     | –             | –             | 165            | 0,1            |
| Vera Heiderich             | NPD                        | 340           | 0,2           | 307            | 0,2            |
| Julia Rasemann             | ÖDP                        | 1.456         | 0,9           | 932            | 0,6            |
|                            | PDS                        | –             | –             | 591            | 0,4            |
|                            | Patrioten                  | –             | –             | 15             | 0,0            |
|                            | VAA                        | –             | –             | 22             | 0,0            |

### Bundestagswahl 1949
|                   | Partei            | Anzahl  | %     |
| ----------------- | ----------------- | ------- | ----- |
| Wahlberechtigte   | Wahlberechtigte   | 182.456 | 100,0 |
| Wähler            | Wähler            | 144.955 | 79,4  |
| Ungültige Stimmen | Ungültige Stimmen | 2.848   | 2,0   |
| Gültige Stimmen   | Gültige Stimmen   | 142.107 | 100,0 |
| davon             |                   |         |       |
| Hermann Runge     | SPD               | 35.456  | 25,0  |
|                   | CDU               | 30.454  | 21,4  |
|                   | FDP               | 28.404  | 20,0  |
|                   | KPD               | 29.760  | 20,9  |
|                   | ZENTRUM           | 3.922   | 2,8   |
|                   | DKP-DRP           | 2.284   | 1,6   |
|                   | RSF               | 11.469  | 8,1   |
|                   | RWVP              | 358     | 0,3   |